# Grande Torino

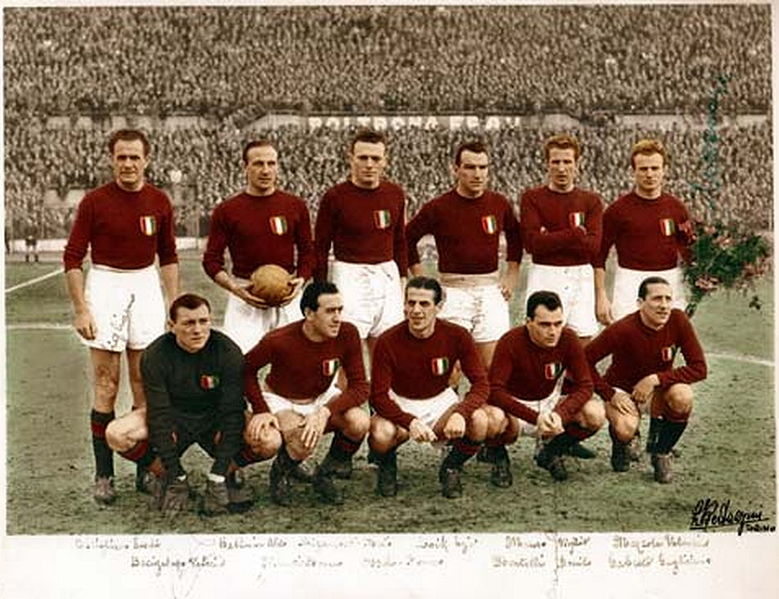
Una formació del Grande Torino.

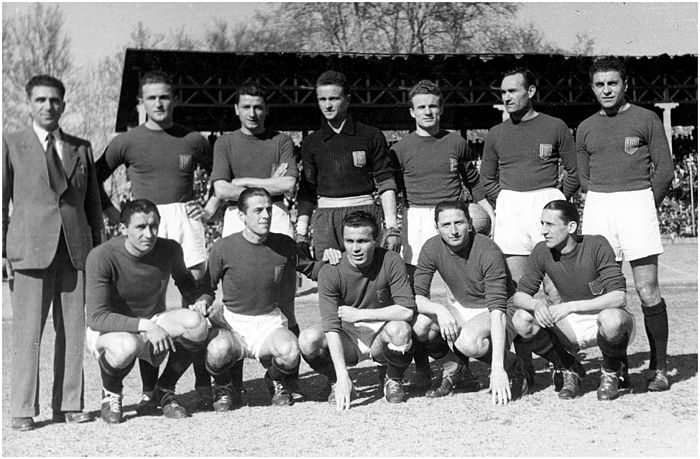
Torino de 1944.

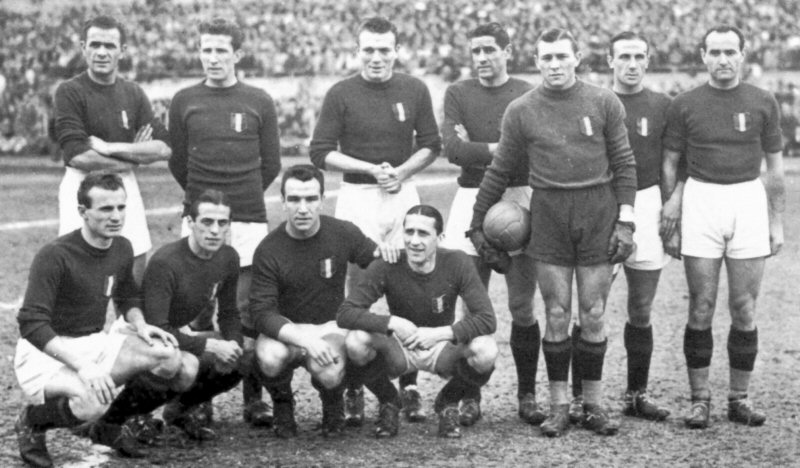
Torino de 1945–46.

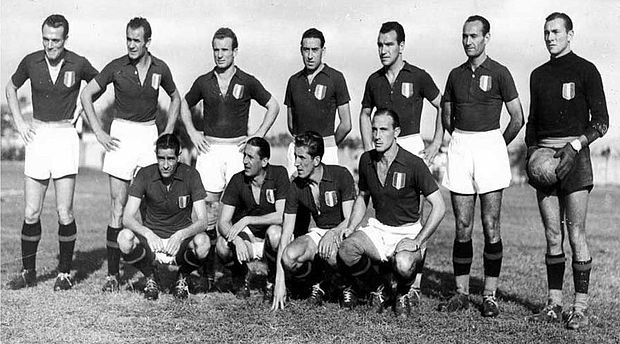
Torino de 1946–47.

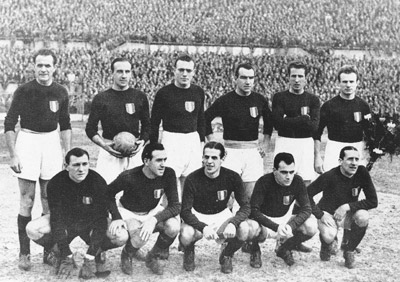
Torino de 1948–49.

El Grande Torino fou el sobrenom amb el que fou conegut l'equip del Torino Football Club de la dècada de 1940.
Sota la presidència de Ferruccio Novo, l'equip guanyà cinc campionats italians i fou la base de la selecció italiana del moment. El final de l'equip fou el 4 de maig de 1949 amb l'accident aeri de Superga.
| Nom                 | Naixement                         | Posició         | Partits | Gols |
| ------------------- | --------------------------------- | --------------- | ------- | ---- |
| Valentino Mazzola   | Cassano d'Adda - 26/01/1919       | Mig Ala         | 10      | 3    |
| Aldo Ballarin       | Chioggia - 10/01/1922             | Defensa         | 9       | -    |
| Giuseppe Grezar     | Trieste - 25/11/1918              | Centrecampista  | 7       | -    |
| Virgilio Maroso     | Crosara di Marostica - 26/06/1925 | Defensa         | 7       | 1    |
| Romeo Menti         | Vicenza - 05/09/1919              | Extrem          | 7       | 5    |
| Ezio Loik           | Fiume - 26/09/1919                | Mig Ala         | 7       | 3    |
| Eusebio Castigliano | Vercelli - 09/02/1921             | Centrecampista  | 7       | 1    |
| Guglielmo Gabetto   | Torino - 24/02/1916               | Davanter centre | 6       | 5    |
| Pietro Ferraris     | Vercelli - 15/02/1912             | Extrem          | 6       | 2    |
| Valerio Bacigalupo  | Vado Ligure - 12/03/1924          | Porter          | 5       | -8   |
| Mario Rigamonti     | Brescia - 17/12/1922              | Defensa         | 3       | -    |